# Hernán Petryk
Rodrigo Hernán Petryk Vidal (Punta del Este, 21 ottobre 1994) è un calciatore uruguaiano, difensore del Dep. Maldonado.

## Caratteristiche tecniche
È un terzino destro.

## Carriera
Cresciuto nelle giovanili dell'Atenas, ha esordito il 12 ottobre 2013 in occasione del match pareggiato 1-1 contro il Canadian.

## Statistiche

### Presenze e reti nei club
Statistiche aggiornate al 17 aprile 2018.
| Stagione        | Squadra           | Campionato      | Campionato | Campionato | Coppe nazionali | Coppe nazionali | Coppe nazionali | Coppe continentali | Coppe continentali | Coppe continentali | Altre coppe | Altre coppe | Altre coppe | Totale | Totale | Totale |
| Stagione        | Squadra           | Comp            | Pres       | Reti       | Comp            | Pres            | Reti            | Comp               | Pres               | Reti               | Comp        | Pres        | Reti        | Pres   | Reti0  |        |
| --------------- | ----------------- | --------------- | ---------- | ---------- | --------------- | --------------- | --------------- | ------------------ | ------------------ | ------------------ | ----------- | ----------- | ----------- | ------ | ------ | ------ |
| 2013-2014       | Atenas            | SD              | 24         | 0          |                 | -               | -               |                    | -                  | -                  |             | -           | -           | 24     | 0      |        |
| 2014-2015       | Atenas            | PD              | 11         | 0          |                 | -               | -               |                    | -                  | -                  |             | -           | -           | 11     | 0      |        |
| Totale Atenas   | Totale Atenas     | Totale Atenas   | 35         | 0          |                 | -               | -               |                    | -                  | -                  |             | -           | -           | 35     | 0      |        |
| 2015-2016       | Peñarol           | PD              | 0          | 0          |                 | -               | -               | CL+CS              | 0                  | 0                  |             | -           | -           | 0      | 0      |        |
| 2017            | Peñarol           | PD              | 21         | 1          |                 | -               | -               | CL                 | 5                  | 0                  |             | -           | -           | 26     | 1      |        |
| 2017-2018       | Chacarita Juniors | PD              | 11         | 1          | CA              | 0               | 0               |                    | -                  | -                  |             | -           | -           | 11     | 1      |        |
| Totale carriera | Totale carriera   | Totale carriera | 67         | 2          |                 | 0               | 0               |                    | 5                  | 0                  |             | -           | -           | 72     | 2      |        |